# Sankt Hülfe
Sankt Hülfe è una frazione (Ortsteil) della città di Diepholz, nel land della Bassa Sassonia, in Germania.

## Storia
Già comune autonomo nel circondario della contea di Diepholz, fu soppresso e incorporato a Diepholz il 1º marzo 1974.